# Helmut Piirimäe

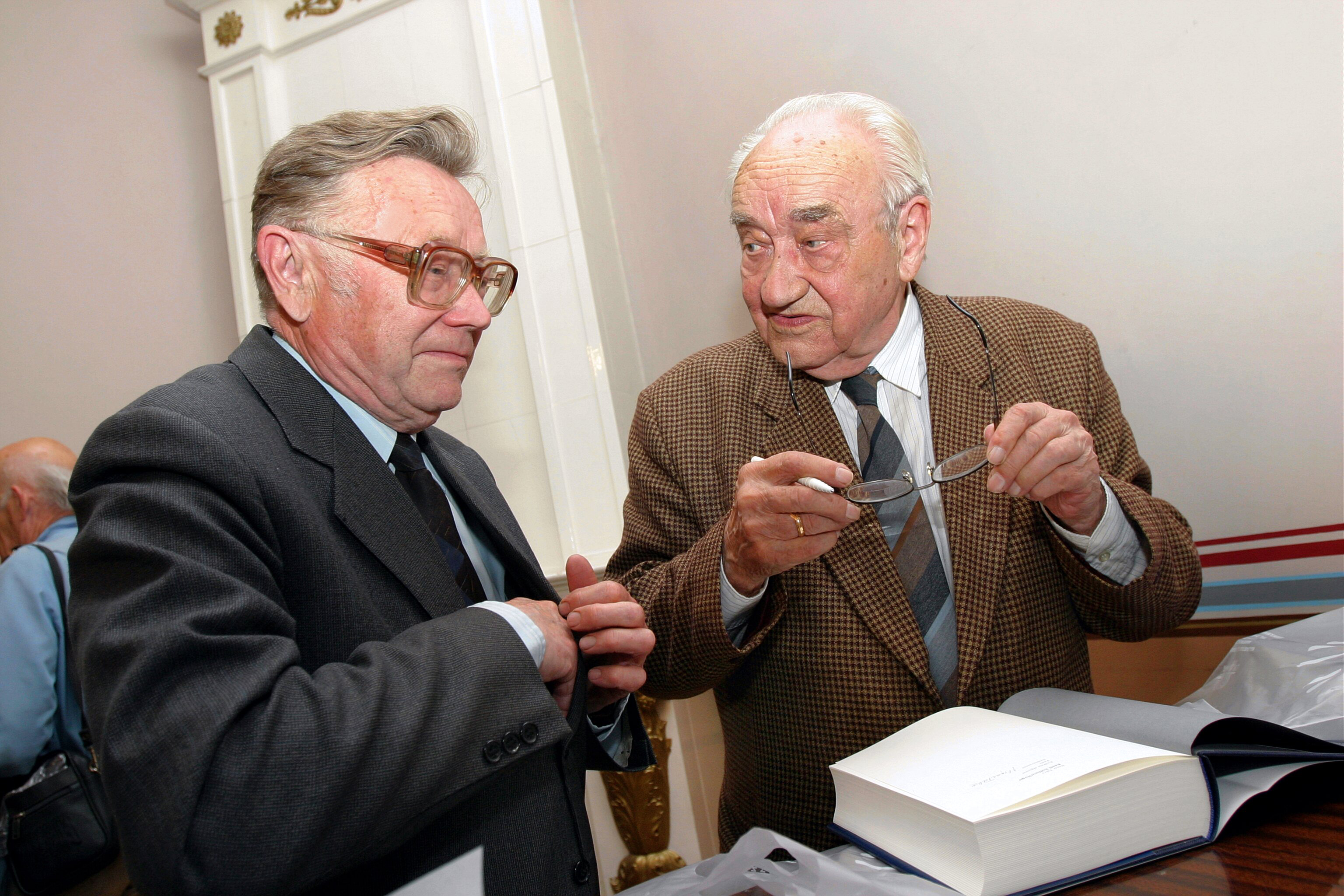
Helmut Piirimäe, Ilmar Talve, 2004.

Helmut Piirimäe (ur. 8 września 1930 w Põltsamaa, zm. 21 sierpnia 2017) – estoński historyk, profesor na Uniwersytecie w Tartu.
Zajmował się głównie dziejami Estonii w czasie rządów szwedzkich w XVII wieku, jak i historią powszechną XVIII wieku.